# Serie A1 2014-2015 (pallavolo)
La Serie A1 2014-15 si è svolta dal 1º novembre 2014 al 16 maggio 2015: al torneo hanno partecipato dodici squadre di club italiane e la vittoria finale è andata per la prima volta al Casalmaggiore.

## Regolamento

### Formula
Le squadre hanno disputato un girone all'italiana, con gare di andata e ritorno, per un totale di ventidue giornate; al termine della regular season:
- Le prime otto classificate hanno acceduto ai play-off scudetto, strutturati in quarti di finale, giocati al meglio di due vittorie su tre gare, semifinali e finale, entrambe giocate al meglio di tre vittorie su cinque gare.
- La decima e l'undicesima classificata hanno acceduto ai play-out (se il distacco tra le due squadre è stato più di quattro punti, questi non vengono disputati e l'undicesima classificata è retrocessa in Serie A2), strutturati in una finale, giocata al meglio di due vittorie su tre gare: la perdente è retrocessa in Serie A2.
- L'ultima classificata è retrocessa in Serie A2[3].

### Criteri di classifica
Se il risultato finale è stato di 3-0 o 3-1 sono stati assegnati 3 punti alla squadra vincente e 0 a quella sconfitta, se il risultato finale è stato di 3-2 sono stati assegnati 2 punti alla squadra vincente e 1 a quella sconfitta.
L'ordine del posizionamento in classifica è stato definito in base a:
- Punti;
- Numero di partite vinte;
- Ratio dei set vinti/persi;
- Ratio dei punti realizzati/subiti.

## Squadre partecipanti
Al campionato di Serie A1 2014-15 hanno partecipato dodici squadre: quelle neopromosse dalla Serie A2 sono state il Flero, vincitrice della regular season, e il San Casciano, vincitrice dei play-off promozione; due squadre che hanno avuto il diritto di partecipazione, ossia l'IHF e l'Ornavasso hanno, la prima, rinunciato all'iscrizione, la seconda, esclusa per inadempienze finanziarie: la prima ha ceduto il titolo sportivo alla Savino Del Bene, mentre al posto della seconda è stato ripescato il Forlì.
| Club                | Stagione | Città                       | Impianto               | Stagione precedente                                |
| ------------------- | -------- | --------------------------- | ---------------------- | -------------------------------------------------- |
| AGIL                | dettagli | Novara                      | PalaTerdoppio          | 4ª in Serie A1; semifinali play-off scudetto       |
| Bergamo             | dettagli | Bergamo                     | Palazzetto dello sport | 3ª in Serie A1; quarti di finale play-off scudetto |
| Busto Arsizio       | dettagli | Busto Arsizio               | PalaPiantanida         | 6ª in Serie A1; finale play-off scudetto           |
| Casalmaggiore       | dettagli | Casalmaggiore               | PalaFarina             | 7ª in Serie A1; quarti di finale play-off scudetto |
| Flero               | dettagli | Flero                       | PalaGeorge             | 1ª in Serie A2                                     |
| Forlì               | dettagli | Forlì                       | PalaRomiti             | 11ª in Serie A1                                    |
| Imoco               | dettagli | Conegliano                  | PalaVerde              | 2ª in Serie A1; semifinali play-off scudetto       |
| LJ                  | dettagli | Modena                      | PalaPanini             | 5ª in Serie A1; quarti di finale play-off scudetto |
| River               | dettagli | Piacenza                    | PalaBanca              | 1ª in Serie A1; campione d'Italia                  |
| Robur Tiboni Urbino | dettagli | Urbino                      | PalaMondolce           | 8ª in Serie A1; quarti di finale play-off scudetto |
| San Casciano        | dettagli | San Casciano in Val di Pesa | Nelson Mandela Forum   | 2ª in Serie A2; vincitrice play-off promozione     |
| Savino Del Bene     | dettagli | Scandicci                   | Palazzetto dello Sport | 5ª in Serie A2; semifinali play-off promozione     |

## Torneo

### Regular season

#### Risultati
| Prima giornata |                                 |     |                                   |
|                |                                 |     |                                   |
| 01-11          | River - Flero                   | 3-0 | 25-13, 25-17, 25-14               |
| 02-11          | San Casciano - Imoco            | 1-3 | 23-25, 25-20, 21-25, 23-25        |
| 02-11          | Robur Tiboni Urbino - Bergamo   | 0-3 | 11-25, 25-27, 12-25               |
| 02-11          | Casalmaggiore - AGIL            | 1-3 | 25-19, 21-25, 25-27, 23-25        |
| 02-11          | LJ - Forlì                      | 3-0 | 25-19, 25-19, 25-16               |
| 02-11          | Busto Arsizio - Savino Del Bene | 3-2 | 25-19, 25-20, 19-25, 24-26, 15-12 |

| Seconda giornata |                             |     |                                   |
|                  |                             |     |                                   |
| 09-11            | Savino Del Bene - River     | 0-3 | 21-25, 27-29, 22-25               |
| 09-11            | Imoco - Busto Arsizio       | 2-3 | 25-16, 12-25, 25-23, 23-25, 8-15  |
| 09-11            | Bergamo - Casalmaggiore     | 2-3 | 25-27, 25-19, 25-19, 14-25, 10-15 |
| 08-11            | AGIL - San Casciano         | 3-2 | 25-27, 25-11, 25-18, 21-25, 15-5  |
| 09-11            | Flero - LJ                  | 3-0 | 25-20, 25-23, 25-23               |
| 09-11            | Forlì - Robur Tiboni Urbino | 3-0 | 25-22, 25-17, 25-21               |

| Terza giornata |                             |     |                            |
|                |                             |     |                            |
| 16-11          | River - Forlì               | 3-1 | 25-21, 20-25, 25-13, 25-18 |
| 16-11          | Robur Tiboni Urbino - Imoco | 1-3 | 24-26, 20-25, 25-20, 24-26 |
| 16-11          | San Casciano - Bergamo      | 1-3 | 23-25, 25-23, 18-25, 16-25 |
| 15-11          | Busto Arsizio - AGIL        | 0-3 | 12-25, 15-25, 24-26        |
| 16-11          | LJ - Savino Del Bene        | 3-1 | 20-25, 25-15, 25-18, 25-22 |
| 16-11          | Casalmaggiore - Flero       | 3-0 | 25-21, 25-17, 25-17        |

| Quarta giornata |                              |     |                                   |
|                 |                              |     |                                   |
| 19-11           | LJ - River                   | 3-1 | 25-14, 23-25, 25-19, 25-17        |
| 19-11           | Imoco - Bergamo              | 0-3 | 23-25, 21-25, 22-25               |
| 19-11           | AGIL - Robur Tiboni Urbino   | 3-0 | 25-14, 25-18, 25-16               |
| 19-11           | Flero - Busto Arsizio        | 3-2 | 25-10, 18-25, 22-25, 25-22, 18-16 |
| 19-11           | Casalmaggiore - San Casciano | 3-0 | 25-16, 25-23, 25-18               |
| 19-11           | Savino Del Bene - Forlì      | 3-0 | 25-15, 25-20, 25-14               |

| Quinta giornata |                                     |     |                            |
|                 |                                     |     |                            |
| 22-11           | River - AGIL                        | 1-3 | 20-25, 17-25, 25-19, 20-25 |
| 23-11           | Imoco - Flero                       | 3-1 | 20-25, 25-13, 25-22, 25-21 |
| 23-11           | Bergamo - Savino Del Bene           | 3-1 | 23-25, 25-20, 30-28, 25-21 |
| 23-11           | San Casciano - LJ                   | 0-3 | 21-25, 21-25, 17-25        |
| 23-11           | Busto Arsizio - Robur Tiboni Urbino | 3-0 | 25-19, 25-20, 25-14        |
| 22-11           | Forlì - Casalmaggiore               | 0-3 | 24-26, 14-25, 22-25        |

| Sesta giornata |                               |     |                                  |
|                |                               |     |                                  |
| 30-11          | Bergamo - River               | 0-3 | 15-25, 20-25, 14-25              |
| 30-11          | Savino Del Bene - Imoco       | 3-2 | 25-20, 23-25, 25-22, 17-25, 15-9 |
| 30-11          | Flero - AGIL                  | 1-3 | 16-25, 15-25, 25-19, 15-25       |
| 29-11          | Robur Tiboni Urbino - LJ      | 0-3 | 22-25, 20-25, 20-25              |
| 30-11          | Casalmaggiore - Busto Arsizio | 3-1 | 22-25, 25-22, 25-22, 25-20       |
| 29-11          | Forlì - San Casciano          | 0-3 | 23-25, 18-25, 14-25              |

| Settima giornata |                             |     |                            |
|                  |                             |     |                            |
| 03-12            | River - Robur Tiboni Urbino | 3-1 | 25-15, 25-16, 21-25, 25-20 |
| 03-12            | Imoco - Casalmaggiore       | 3-0 | 25-17, 25-23, 31-29        |
| 03-12            | LJ - Bergamo                | 3-0 | 25-18, 29-27, 25-16        |
| 03-12            | AGIL - Savino Del Bene      | 3-0 | 25-15, 25-18, 25-18        |
| 03-12            | Busto Arsizio - Forlì       | 3-1 | 25-19, 16-25, 25-17, 25-14 |
| 03-12            | San Casciano - Flero        | 1-3 | 13-25, 25-18, 15-25, 25-27 |

| Ottava giornata |                                     |     |                                   |
|                 |                                     |     |                                   |
| 06-12           | River - San Casciano                | 1-3 | 21-25, 25-23, 28-30, 19-25        |
| 07-12           | Forlì - Imoco                       | 2-3 | 15-25, 25-23, 16-25, 26-24, 12-15 |
| 06-12           | Bergamo - Busto Arsizio             | 2-3 | 25-22, 18-25, 21-25, 25-21, 13-15 |
| 07-12           | LJ - AGIL                           | 3-1 | 25-23, 25-20, 16-25, 25-20        |
| 07-12           | Robur Tiboni Urbino - Casalmaggiore | 0-3 | 9-25, 22-25, 17-25                |
| 07-12           | Savino Del Bene - Flero             | 0-3 | 23-25, 15-25, 17-25               |

| Nona giornata |                                    |     |                                   |
|               |                                    |     |                                   |
| 14-12         | Busto Arsizio - River              | 3-1 | 20-25, 25-20, 25-20, 25-22        |
| 14-12         | Imoco - LJ                         | 3-2 | 27-25, 22-25, 25-18, 27-29, 15-11 |
| 14-12         | AGIL - Bergamo                     | 3-0 | 25-13, 25-19, 25-19               |
| 13-12         | Casalmaggiore - Savino Del Bene    | 3-1 | 25-22, 25-18, 25-27, 25-18        |
| 15-12         | San Casciano - Robur Tiboni Urbino | 3-0 | 25-20, 25-21, 25-21               |
| 14-12         | Flero - Forlì                      | 3-0 | 25-17, 25-18, 25-21               |

| Decima giornata |                                |     |                            |
|                 |                                |     |                            |
| 21-12           | River - Casalmaggiore          | 3-1 | 27-25, 25-16, 13-25, 25-23 |
| 20-12           | AGIL - Imoco                   | 3-0 | 25-23, 25-18, 25-21        |
| 21-12           | Bergamo - Forlì                | 3-0 | 25-16, 27-25, 25-9         |
| 21-12           | LJ - Busto Arsizio             | 3-0 | 25-22, 25-15, 25-18        |
| 21-12           | Robur Tiboni Urbino - Flero    | 1-3 | 18-25, 16-25, 25-23, 22-25 |
| 21-12           | San Casciano - Savino Del Bene | 0-3 | 19-25, 22-25, 22-25        |

| Undicesima giornata |                                       |     |                                   |
|                     |                                       |     |                                   |
| 26-12               | Imoco - River                         | 3-0 | 25-23, 25-21, 25-21               |
| 26-12               | Flero - Bergamo                       | 1-3 | 25-19, 15-25, 13-25, 23-25        |
| 26-12               | Forlì - AGIL                          | 1-3 | 10-25, 25-21, 22-25, 18-25        |
| 26-12               | Casalmaggiore - LJ                    | 3-1 | 20-25, 25-21, 25-22, 25-22        |
| 26-12               | Busto Arsizio - San Casciano          | 3-2 | 24-26, 25-16, 25-18, 23-25, 15-11 |
| 26-12               | Savino Del Bene - Robur Tiboni Urbino | 3-0 | 25-16, 25-21, 25-11               |

| Dodicesima giornata |                                 |     |                                   |
|                     |                                 |     |                                   |
| 03-01               | Flero - River                   | 2-3 | 26-24, 26-28, 20-25, 25-12, 10-15 |
| 03-01               | Imoco - San Casciano            | 3-1 | 19-25, 25-17, 27-25, 25-23        |
| 04-01               | Bergamo - Robur Tiboni Urbino   | 3-0 | 25-18, 25-15, 25-21               |
| 04-01               | AGIL - Casalmaggiore            | 3-0 | 25-14, 27-25, 25-9                |
| 04-01               | Forlì - LJ                      | 0-3 | 0-25, 0-25, 0-25                  |
| 04-01               | Savino Del Bene - Busto Arsizio | 3-0 | 25-22, 25-23, 26-24               |

| Tredicesima giornata |                             |     |                                   |
|                      |                             |     |                                   |
| 11-01                | River - Savino Del Bene     | 3-0 | 25-18, 25-21, 25-16               |
| 10-01                | Busto Arsizio - Imoco       | 3-1 | 21-25, 25-19, 25-19, 25-21        |
| 11-01                | Casalmaggiore - Bergamo     | 3-1 | 25-21, 20-25, 25-18, 25-23        |
| 11-01                | San Casciano - AGIL         | 0-3 | 17-25, 21-25, 14-25               |
| 11-01                | LJ - Flero                  | 3-2 | 25-14, 25-23, 26-28, 24-26, 18-16 |
| 11-01                | Robur Tiboni Urbino - Forlì | 3-1 | 25-20, 19-25, 25-23, 25-22        |

| Quattordicesima giornata |                             |     |                                   |
|                          |                             |     |                                   |
| 18-01                    | Forlì - River               | 0-3 | 11-25, 13-25, 17-25               |
| 18-01                    | Imoco - Robur Tiboni Urbino | 3-2 | 25-18, 19-25, 22-25, 25-22, 15-10 |
| 18-01                    | Bergamo - San Casciano      | 1-3 | 25-27, 22-25, 25-20, 18-25        |
| 18-01                    | AGIL - Busto Arsizio        | 2-3 | 25-22, 19-25, 25-22, 16-25, 9-15  |
| 17-01                    | Savino Del Bene - LJ        | 3-2 | 22-25, 20-25, 25-23, 27-25, 15-11 |
| 18-01                    | Flero - Casalmaggiore       | 0-3 | 20-25, 23-25, 16-25               |

| Quindicesima giornata |                              |     |                                  |
|                       |                              |     |                                  |
| 25-01                 | River - LJ                   | 0-3 | 23-25, 18-25, 19-25              |
| 25-01                 | Bergamo - Imoco              | 1-3 | 18-25, 25-20, 21-25, 17-25       |
| 24-01                 | Robur Tiboni Urbino - AGIL   | 0-3 | 20-25, 17-25, 20-25              |
| 25-01                 | Busto Arsizio - Flero        | 3-0 | 25-17, 25-21, 25-15              |
| 26-01                 | San Casciano - Casalmaggiore | 2-3 | 25-19, 25-13, 23-25, 20-25, 5-15 |
| 25-01                 | Forlì - Savino Del Bene      | 1-3 | 25-27, 26-24, 11-25, 22-25       |

| Sedicesima giornata |                                     |     |                            |
|                     |                                     |     |                            |
| 07-02               | AGIL - River                        | 3-1 | 25-23, 18-25, 25-12, 25-18 |
| 08-02               | Flero - Imoco                       | 3-1 | 20-25, 25-21, 25-20, 25-23 |
| 08-02               | Savino Del Bene - Bergamo           | 0-3 | 22-25, 16-25, 27-29        |
| 08-02               | LJ - San Casciano                   | 3-0 | 25-19, 25-22, 25-14        |
| 25-02               | Robur Tiboni Urbino - Busto Arsizio | 0-3 | 13-25, 18-25, 16-25        |
| 08-02               | Casalmaggiore - Forlì               | 3-1 | 16-25, 25-22, 25-13, 25-16 |

| Diciassettesima giornata |                               |     |                                   |
|                          |                               |     |                                   |
| 15-02                    | River - Bergamo               | 3-0 | 25-19, 25-23, 25-15               |
| 15-02                    | Imoco - Savino Del Bene       | 3-0 | 25-21, 25-21, 25-17               |
| 15-02                    | AGIL - Flero                  | 3-0 | 25-19, 25-19, 25-22               |
| 14-02                    | LJ - Robur Tiboni Urbino      | 3-0 | 25-20, 25-15, 25-18               |
| 14-02                    | Busto Arsizio - Casalmaggiore | 3-2 | 25-19, 20-25, 26-24, 22-25, 15-13 |
| 15-02                    | San Casciano - Forlì          | 3-2 | 25-19, 15-25, 25-15, 22-25, 15-13 |

| Diciottesima giornata |                             |     |                                   |
|                       |                             |     |                                   |
| 22-02                 | Robur Tiboni Urbino - River | 0-3 | 24-26, 20-25, 16-25               |
| 22-02                 | Casalmaggiore - Imoco       | 3-1 | 25-18, 25-22, 23-25, 25-23        |
| 21-02                 | Bergamo - LJ                | 3-2 | 28-26, 22-25, 22-25, 25-16, 15-13 |
| 22-02                 | Savino Del Bene - AGIL      | 2-3 | 24-26, 25-21, 31-29, 14-25, 12-15 |
| 22-02                 | Forlì - Busto Arsizio       | 1-3 | 23-25, 25-23, 20-25, 23-25        |
| 22-02                 | Flero - San Casciano        | 3-1 | 25-21, 25-18, 24-26, 25-23        |

| Diciannovesima giornata |                                     |     |                                   |
|                         |                                     |     |                                   |
| 08-03                   | San Casciano - River                | 3-0 | 25-18, 25-23, 29-27               |
| 08-03                   | Imoco - Forlì                       | 3-1 | 16-25, 25-18, 25-19, 25-15        |
| 08-03                   | Busto Arsizio - Bergamo             | 0-3 | 25-27, 23-25, 22-25               |
| 08-03                   | AGIL - LJ                           | 3-2 | 25-23, 25-11, 19-25, 19-25, 15-13 |
| 08-03                   | Casalmaggiore - Robur Tiboni Urbino | 3-0 | 25-17, 25-8, 25-16                |
| 07-03                   | Flero - Savino Del Bene             | 3-1 | 21-25, 25-17, 25-19, 25-17        |

| Ventesima giornata |                                    |     |                            |
|                    |                                    |     |                            |
| 15-03              | River - Busto Arsizio              | 3-0 | 25-19, 25-22, 25-16        |
| 15-03              | LJ - Imoco                         | 3-0 | 27-25, 25-17, 25-20        |
| 14-03              | Bergamo - AGIL                     | 1-3 | 22-25, 25-20, 28-30, 22-25 |
| 15-03              | Savino Del Bene - Casalmaggiore    | 1-3 | 14-25, 27-25, 18-25, 22-25 |
| 15-03              | Robur Tiboni Urbino - San Casciano | 1-3 | 16-25, 22-25, 25-23, 26-28 |
| 15-03              | Forlì- Flero                       | 0-3 | 19-25, 18-25, 18-25        |

| Ventunesima giornata |                                |     |                                   |
|                      |                                |     |                                   |
| 21-03                | Casalmaggiore - River          | 1-3 | 21-25, 25-23, 15-25, 19-25        |
| 22-03                | Imoco - AGIL                   | 3-2 | 21-25, 27-25, 25-23, 21-25, 20-18 |
| 22-03                | Forlì - Bergamo                | 0-3 | 17-25, 21-25, 20-25               |
| 22-03                | Busto Arsizio - LJ             | 3-1 | 20-25, 25-13, 26-24, 31-29        |
| 22-03                | Flero - Robur Tiboni Urbino    | 3-0 | 25-15, 25-15, 25-22               |
| 22-03                | Savino Del Bene - San Casciano | 3-1 | 17-25, 29-27, 25-21, 25-23        |

| Ventiduesima giornata |                                       |     |                                   |
|                       |                                       |     |                                   |
| 29-03                 | River - Imoco                         | 3-0 | 25-22, 26-24, 25-20               |
| 29-03                 | Bergamo - Flero                       | 1-3 | 25-18, 23-25, 17-25, 18-25        |
| 29-03                 | AGIL - Forlì                          | 3-0 | 25-16, 25-14, 25-16               |
| 29-03                 | LJ - Casalmaggiore                    | 2-3 | 25-27, 20-25, 25-13, 25-20, 8-15  |
| 29-03                 | San Casciano - Busto Arsizio          | 1-3 | 18-25, 25-17, 16-25, 15-25        |
| 29-03                 | Robur Tiboni Urbino - Savino Del Bene | 2-3 | 25-16, 15-25, 19-25, 28-26, 10-15 |

#### Classifica
| Pos. | Squadra             | Pt | G  | V  | P  | SV | SP | Ratio | PF    | PS    | Ratio |
| ---- | ------------------- | -- | -- | -- | -- | -- | -- | ----- | ----- | ----- | ----- |
| 1.   | AGIL                | 56 | 22 | 19 | 3  | 62 | 21 | 2,952 | 1 954 | 1 626 | 1,201 |
| 2.   | Casalmaggiore       | 46 | 22 | 16 | 6  | 53 | 31 | 1,709 | 1 915 | 1 766 | 1,084 |
| 3.   | LJ                  | 46 | 22 | 14 | 8  | 54 | 29 | 1,862 | 1 927 | 1 683 | 1,144 |
| 4.   | River               | 41 | 22 | 14 | 8  | 47 | 30 | 1,566 | 1 772 | 1 640 | 1,080 |
| 5.   | Busto Arsizio       | 40 | 22 | 15 | 7  | 48 | 39 | 1,230 | 1 937 | 1 832 | 1,057 |
| 6.   | Imoco               | 37 | 22 | 13 | 9  | 46 | 41 | 1,121 | 1 959 | 1 926 | 1,017 |
| 7.   | Flero               | 37 | 22 | 12 | 10 | 43 | 38 | 1,131 | 1 772 | 1 759 | 1,007 |
| 8.   | Bergamo             | 34 | 22 | 11 | 11 | 42 | 38 | 1,105 | 1 799 | 1 765 | 1,019 |
| 9.   | Savino Del Bene     | 26 | 22 | 9  | 13 | 36 | 47 | 0,765 | 1 800 | 1 892 | 0,951 |
| 10.  | San Casciano        | 23 | 22 | 7  | 15 | 34 | 50 | 0,680 | 1 798 | 1 920 | 0,936 |
| 11.  | Forlì               | 5  | 22 | 1  | 21 | 15 | 63 | 0,238 | 1 435 | 1 859 | 0,771 |
| 12.  | Robur Tiboni Urbino | 5  | 22 | 1  | 21 | 11 | 64 | 0,171 | 1 423 | 1 823 | 0,780 |

      Qualificata ai play-off scudetto.
      Retrocessa in Serie A2.

### Play-off scudetto

#### Tabellone
|  | Quarti di finale | Quarti di finale | Quarti di finale | Quarti di finale | Quarti di finale |   |               | Semifinali | Semifinali | Semifinali | Semifinali | Semifinali | Semifinali | Semifinali |  |   | Finale | Finale        | Finale | Finale | Finale | Finale | Finale |
|  |                  |                  |                  |                  |                  |   |               |            |            |            |            |            |            |            |  |   |        |               |        |        |        |        |        |
|  | 1                | AGIL             | 3                | 3                |                  |   |               |            |            |            |            |            |            |            |  |   |        |               |        |        |        |        |        |
|  | 1                | AGIL             | 3                | 3                |                  |   |               |            |            |            |            |            |            |            |  |   |        |               |        |        |        |        |        |
|  | 8                | Bergamo          | 1                | 1                |                  |   |               |            |            |            |            |            |            |            |  |   |        |               |        |        |        |        |        |
|  | 8                | Bergamo          | 1                | 1                |                  | 1 | AGIL          | 3          | 3          | 3          |            |            |            |            |  |   |        |               |        |        |        |        |        |
|  |                  |                  |                  |                  |                  | 1 | AGIL          | 3          | 3          | 3          |            |            |            |            |  |   |        |               |        |        |        |        |        |
|  |                  |                  |                  |                  |                  |   |               | 4          | River      | 0          | 1          | 0          |            |            |  |   |        |               |        |        |        |        |        |
|  | 4                | River            | 0                | 3                | 3                |   |               | 4          | River      | 0          | 1          | 0          |            |            |  |   |        |               |        |        |        |        |        |
|  | 4                | River            | 0                | 3                | 3                |   |               |            |            |            |            |            |            |            |  |   |        |               |        |        |        |        |        |
|  | 5                | Busto Arsizio    | 3                | 1                | 1                |   |               |            |            |            |            |            |            |            |  |   |        |               |        |        |        |        |        |
|  | 5                | Busto Arsizio    | 3                | 1                | 1                |   |               |            |            |            |            |            |            |            |  | 1 | AGIL   | 3             | 1      | 3      | 2      | 1      |        |
|  |                  |                  |                  |                  |                  |   |               |            |            |            |            |            |            |            |  | 1 | AGIL   | 3             | 1      | 3      | 2      | 1      |        |
|  |                  |                  |                  |                  |                  |   |               |            |            |            |            |            |            |            |  |   | 2      | Casalmaggiore | 2      | 3      | 1      | 3      | 3      |
|  | 2                | Casalmaggiore    | 3                | 3                |                  |   |               |            |            |            |            |            |            |            |  |   | 2      | Casalmaggiore | 2      | 3      | 1      | 3      | 3      |
|  | 2                | Casalmaggiore    | 3                | 3                |                  |   |               |            |            |            |            |            |            |            |  |   |        |               |        |        |        |        |        |
|  | 7                | Flero            | 0                | 2                |                  |   |               |            |            |            |            |            |            |            |  |   |        |               |        |        |        |        |        |
|  | 7                | Flero            | 0                | 2                |                  | 2 | Casalmaggiore | 2          | 0          | 3          | 3          | 3          |            |            |  |   |        |               |        |        |        |        |        |
|  |                  |                  |                  |                  |                  | 2 | Casalmaggiore | 2          | 0          | 3          | 3          | 3          |            |            |  |   |        |               |        |        |        |        |        |
|  |                  |                  |                  |                  |                  |   |               | 6          | Imoco      | 3          | 3          | 0          | 0          | 2          |  |   |        |               |        |        |        |        |        |
|  | 3                | LJ               | 3                | 2                | 2                |   |               | 6          | Imoco      | 3          | 3          | 0          | 0          | 2          |  |   |        |               |        |        |        |        |        |
|  | 3                | LJ               | 3                | 2                | 2                |   |               |            |            |            |            |            |            |            |  |   |        |               |        |        |        |        |        |
|  | 6                | Imoco            | 1                | 3                | 3                |   |               |            |            |            |            |            |            |            |  |   |        |               |        |        |        |        |        |
|  | 6                | Imoco            | 1                | 3                | 3                |   |               |            |            |            |            |            |            |            |  |   |        |               |        |        |        |        |        |

#### Risultati

##### Quarti di finale
| Gara 1 |                       |     |                            |
|        |                       |     |                            |
| 04-04  | AGIL - Bergamo        | 3-1 | 18-25, 25-21, 25-15, 25-21 |
| 09-04  | River - Busto Arsizio | 0-3 | 16-25, 19-25, 28-30        |
| 06-04  | Casalmaggiore - Flero | 3-0 | 25-21, 25-23, 25-19        |
| 06-04  | LJ - Imoco            | 3-1 | 25-19, 25-20, 20-25, 25-21 |

| Gara 2 |                       |     |                                   |
|        |                       |     |                                   |
| 12-04  | Bergamo - AGIL        | 1-3 | 26-28, 25-23, 22-25, 19-25        |
| 12-04  | Busto Arsizio - River | 1-3 | 25-22, 18-25, 21-25, 16-25        |
| 11-04  | Flero - Casalmaggiore | 2-3 | 25-23, 27-25, 18-25, 16-25, 9-15  |
| 11-04  | Imoco - LJ            | 3-2 | 21-25, 25-21, 25-19, 25-27, 15-11 |

| Gara 3 |                       |     |                                   |
|        |                       |     |                                   |
| 15-04  | River - Busto Arsizio | 3-1 | 28-26, 25-19, 15-25, 25-18        |
| 14-04  | LJ - Imoco            | 2-3 | 25-21, 23-25, 18-25, 25-23, 13-15 |

##### Semifinali
| Gara 1 |                       |     |                                   |
|        |                       |     |                                   |
| 18-04  | AGIL - River          | 3-0 | 25-18, 25-15, 26-24               |
| 17-04  | Casalmaggiore - Imoco | 2-3 | 27-29, 25-23, 25-18, 17-25, 13-15 |

| Gara 2 |                       |     |                            |
|        |                       |     |                            |
| 21-04  | River - AGIL          | 1-3 | 21-25, 25-23, 20-25, 24-26 |
| 20-04  | Imoco - Casalmaggiore | 3-0 | 25-22, 25-21, 25-18        |

| Gara 3 |                       |     |                     |
|        |                       |     |                     |
| 25-04  | AGIL - River          | 3-0 | 25-19, 25-16, 25-14 |
| 24-04  | Casalmaggiore - Imoco | 3-0 | 25-20, 25-15, 25-23 |

| Gara 4 |                       |     |                     |
|        |                       |     |                     |
| 26-04  | Imoco - Casalmaggiore | 0-3 | 20-25, 20-25, 17-25 |

| Gara 5 |                       |     |                                   |
|        |                       |     |                                   |
| 29-04  | Casalmaggiore - Imoco | 3-2 | 28-26, 19-25, 18-25, 25-23, 15-10 |

##### Finale
| Gara 1 |                      |     |                                   |
|        |                      |     |                                   |
| 02-05  | AGIL - Casalmaggiore | 3-2 | 23-25, 25-20, 23-25, 25-20, 15-13 |

| Gara 2 |                      |     |                            |
|        |                      |     |                            |
| 05-05  | Casalmaggiore - AGIL | 3-1 | 20-25, 31-29, 25-21, 25-18 |

| Gara 3 |                      |     |                            |
|        |                      |     |                            |
| 09-05  | AGIL - Casalmaggiore | 3-1 | 25-19, 23-25, 25-19, 25-17 |

| Gara 4 |                      |     |                                   |
|        |                      |     |                                   |
| 12-05  | Casalmaggiore - AGIL | 3-2 | 25-19, 22-25, 25-21, 20-25, 16-14 |

| Gara 5 |                      |     |                            |
|        |                      |     |                            |
| 16-05  | AGIL - Casalmaggiore | 1-3 | 23-25, 25-22, 23-25, 20-25 |

## Verdetti
| Squadra             | Qualificazione           |
| ------------------- | ------------------------ |
| AGIL                | Champions League 2015-16 |
| Casalmaggiore       | Champions League 2015-16 |
| LJ                  | Coppa CEV 2015-16        |
| River               | Coppa CEV 2015-16        |
| Busto Arsizio       | Challenge Cup 2015-16    |
| Forlì               | Serie A2 2015-16         |
| Robur Tiboni Urbino | Serie A2 2015-16         |

## Statistiche
| Rendimento individuale | Rendimento individuale | Rendimento individuale | Rendimento individuale |
| Pos.                   | Nome                   | Punti                  | Squadra                |
| ---------------------- | ---------------------- | ---------------------- | ---------------------- |
| 1                      | Samanta Fabris         | 429                    | LJ                     |
| 2                      | Neriman Özsoy          | 396                    | Imoco                  |
| 3                      | Katarina Barun         | 375                    | AGIL                   |
| 4                      | Emilija Nikolova       | 365                    | Imoco                  |
| 5                      | Berenika Tomsia        | 359                    | Flero                  |
| 6                      | Valentina Diouf        | 344                    | Busto Arsizio          |
| 7                      | Celeste Plak           | 330                    | Bergamo                |
| 8                      | Valentina Tirozzi      | 328                    | Casalmaggiore          |
| 9                      | Carmen Țurlea          | 319                    | San Casciano           |
| 10                     | Lise Van Hecke         | 302                    | River                  |

| Attacchi vincenti | Attacchi vincenti | Attacchi vincenti | Attacchi vincenti |
| Pos.              | Nome              | Punti             | Squadra           |
| ----------------- | ----------------- | ----------------- | ----------------- |
| 1                 | Samanta Fabris    | 370               | LJ                |
| 2                 | Neriman Özsoy     | 364               | Imoco             |
| 3                 | Emilija Nikolova  | 334               | Imoco             |
| 4                 | Katarina Barun    | 322               | AGIL              |
| 5                 | Berenika Tomsia   | 316               | Flero             |
| 6                 | Valentina Diouf   | 299               | Busto Arsizio     |
| 7                 | Carmen Țurlea     | 298               | San Casciano      |
| 8                 | Celeste Plak      | 292               | Bergamo           |
| 9                 | Valentina Tirozzi | 272               | Casalmaggiore     |
| 10                | Lise Van Hecke    | 253               | River             |

| Muri vincenti | Muri vincenti        | Muri vincenti | Muri vincenti |
| Pos.          | Nome                 | Punti         | Squadra       |
| ------------- | -------------------- | ------------- | ------------- |
| 1             | Raffaella Calloni    | 72            | San Casciano  |
| 1             | Jovana Stevanović    | 72            | Casalmaggiore |
| 3             | Martina Guiggi       | 68            | AGIL          |
| 4             | Simona Gioli         | 64            | Flero         |
| 5             | Ekaterina Bogačëva   | 62            | Busto Arsizio |
| 6             | Lauren Gibbemeyer    | 60            | Casalmaggiore |
| 7             | Laura Heyrman        | 56            | LJ            |
| 8             | Rachael Adams        | 55            | Imoco         |
| 9             | Cristina Chirichella | 53            | AGIL          |
| 9             | Jenny Barazza        | 53            | Imoco         |

| Battute vincenti | Battute vincenti   | Battute vincenti | Battute vincenti    |
| Pos.             | Nome               | Punti            | Squadra             |
| ---------------- | ------------------ | ---------------- | ------------------- |
| 1                | Valentina Tirozzi  | 29               | Casalmaggiore       |
| 2                | Indre Sorokaite    | 27               | River               |
| 3                | Marika Bianchini   | 26               | Casalmaggiore       |
| 4                | Sara Loda          | 25               | Bergamo             |
| 5                | Samanta Fabris     | 24               | LJ                  |
| 6                | Hayley Spelman     | 23               | Robur Tiboni Urbino |
| 7                | Ekaterina Bogačëva | 21               | Busto Arsizio       |
| 8                | Tereza Vanžurová   | 20               | Savino Del Bene     |
| 8                | Katarina Barun     | 20               | AGIL                |
| 10               | Alexandra Klineman | 19               | AGIL                |

| Ricezioni perfette | Ricezioni perfette    | Ricezioni perfette | Ricezioni perfette |
| Pos.               | Nome                  | Punti              | Squadra            |
| ------------------ | --------------------- | ------------------ | ------------------ |
| 1                  | Giulia Leonardi       | 272                | Busto Arsizio      |
| 2                  | Francesca Marcon      | 241                | Busto Arsizio      |
| 3                  | Kimberly Hill         | 216                | AGIL               |
| 4                  | Tina Lipicer          | 210                | Savino Del Bene    |
| 5                  | Stefania Sansonna     | 188                | AGIL               |
| 6                  | Maren Brinker         | 187                | Flero              |
| 7                  | Helena Havelková      | 185                | Busto Arsizio      |
| 7                  | Beatrice Parrocchiale | 185                | San Casciano       |
| 9                  | Alessandra Ventura    | 180                | Forlì              |
| 10                 | Francesca Piccinini   | 175                | LJ                 |

NB: I dati sono riferiti esclusivamente alla regular season.